# Castillo de Cabrejas del Pinar
El castillo de Cabrejas del Pinar es una fortaleza medieval ubicada en la localidad española de igual nombre, en la provincia de Soria.

## Historia
Cabrejas del Pinar fue paso obligado en la ruta de penetración que desde el valle del Duero por Andaluz se dirigía a la zona de Pinares, camino de ida y vuelta de los ejércitos califales. La localidad se repobló entre 1088 y 1136 siendo cabeza de la Comunidad de villa y tierra de Cabrejas y pasando por diversas manos y permaneciendo hasta 1580 en propiedad del obispado de Osma. En 1580 las villas de Cubilla, Talveila, Muriel Viejo y Muriel de la Fuente, del obispado de Osma y pertenecientes a dicha comunidad, fueron compradas por Juan Alonso de Vinuesa en la cantidad de 3 256 500 maravedíes, conociéndose entonces como Merindad de Solpeña. Por el contrario las villas de Abejar y Cabrejas del Pinar fueron incorporada por Felipe II en la Corona, por Bula papal de Gregorio XIII pasando a ser lugares de realengo y villas eximidas.
De su pasado histórico conserva edificios como el castillo. Situado en el sector central del término, los restos del castillo medieval se localizan en la cima del cerro que protege el sector noroeste del casco urbano. Se trata de un cerro elevado y destacado del entorno, bien defendido naturalmente.

## Descripción

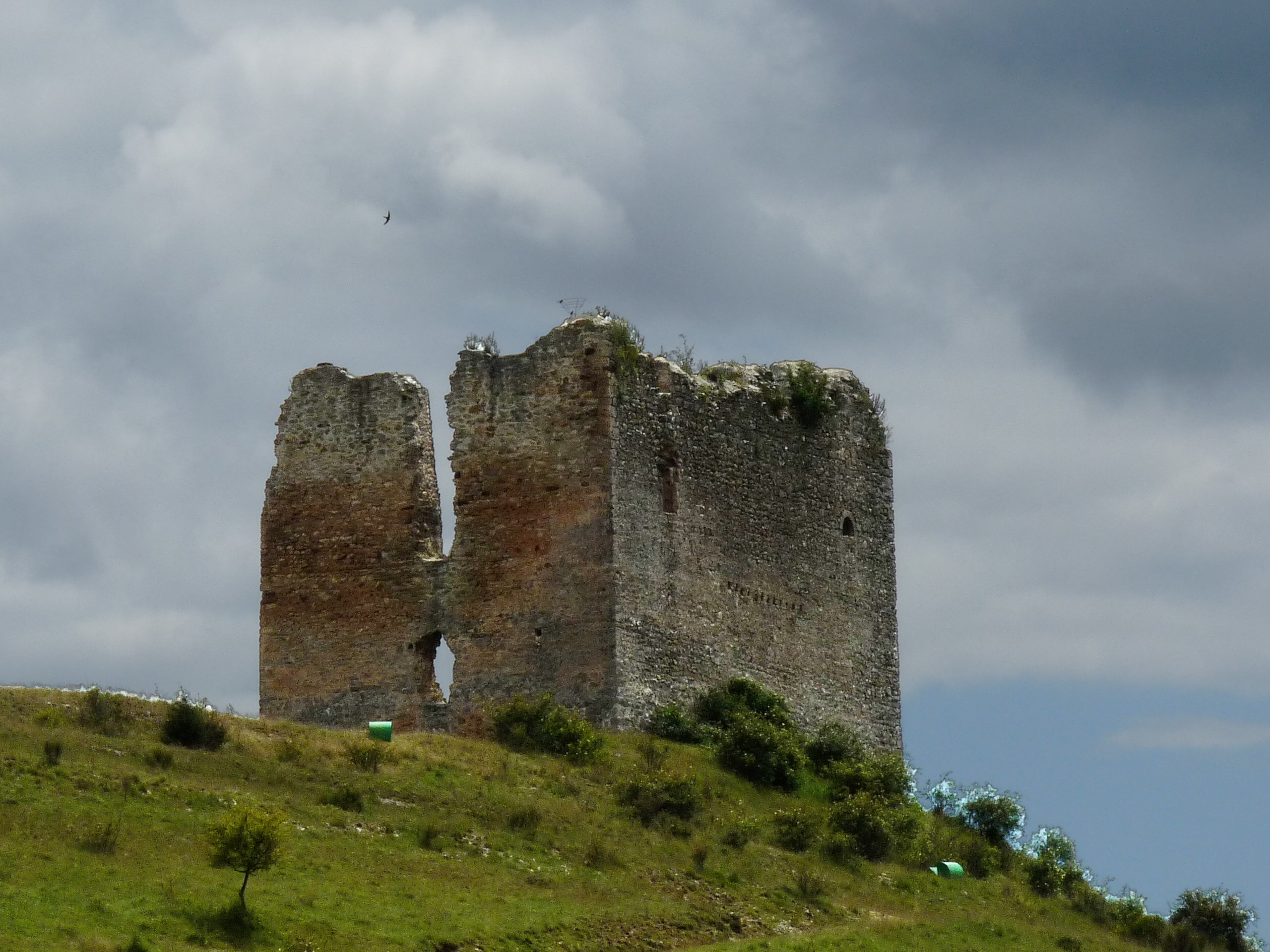
Torre del homenaje

Los restos de la construcción se disponen por la cumbre del cerro, siendo visible una gran torre del homenaje de planta cuadrada y separada del resto del recinto por un grueso muro. Se advierten huecos y señales de la viguería de madera. Tendría cuatro plantas y muros de un grosor de 2 metros. 
El muro sur está reforzado por torres semicirculares, dos de las cuales flanquean la puerta de acceso y le sirven de defensa con un rudimentario matacán. En el muro norte se abre una pequeña puerta (poterna) y en su interior se adivina un aljibe. Al este, en la punta del farallón existe una torre circular exenta que permitiría vigilar al enemigo.
El castillo se encuentra en un estado de conservación precario, fruto de su desuso y de la reutilización de sus materiales en construcciones actuales. Además la mampostería empleada en la construcción es de mala calidad lo que ha contribuido a la ruina.